# The Gemboy's Bitch Project
The Gemboy's Bitch Project è un concept album italiano del 2000, del gruppo rock demenziale Gem Boy. L'album è dedicato alla parodia del film The Blair Witch Project: la copertina della cassetta è ottenuta da un fotomontaggio con la locandina del film, mentre tra le varie tracce sono presenti vari sketch che narrano della band che si perde in un misterioso bosco, insieme ad una prostituta.

## Formazione
- Carlo Sagradini "CarlettoFX" - voce
- Giacomo Sfragaro - tastiere
- Davide Fiorello - chitarra
- Siro Bonfiglioli -  basso
- Max Vicinelli - batteria

## Tracce
1. Sigla apertura
2. Tostapane
3. Praticamente ovvio
4. Loro dicono loro pensano
5. La bistieca
6. Cetrioli
7. Panda special
8. Le cose della vita
9. Maglietta bianca
10. Federica
11. Planet GB
12. Sigla chiusura

## Le cover
Le canzoni storpiate presenti in questo album sono:
- 50 special dei Lùnapop con Panda special;
- Bandiera bianca di  Franco Battiato con Maglietta bianca;
- Altre forme di vita dei Bluvertigo con Praticamente ovvio;
- Favola di Adamo e Eva di Max Gazzè con Loro dicono loro pensano;
- Un raggio di sole di Jovanotti con Tostapane;
- Non è tempo per noi di Ligabue con Le cose della vita;
- Mmmm mmmm mmmm mmmm dei Crash Test Dummies con Federica;
- Stand by me degli Oasis con Cetrioli;
- Planet'O di Daisy Daze e i Bumble Bees con Planet GB;
- I'll be there for you dei Rembrandts con Sigla apertura e Sigla chiusura.